# Щербаков, Игорь Серафимович
Игорь Серафимович Щербаков (23 августа 1932, Москва — 11 апреля 2002, Тула) — передовик советской военно-промышленного комплекса, отделочник Центрального конструкторского исследовательского бюро спортивно-охотничьего оружия Министерства оборонной промышленности СССР, Тула, полный кавалер Ордена Трудовой Славы (1990).

## Биография
Родился 23 августа 1932 года в Москве. Отец работал заместителем Наркома пищевой промышленности СССР, вместе с супругой (матерью Игоря) подвергся сталинским репрессиям в 1937 году, расстреляны. Игорь воспитывался у бабушки в городе Тула. В 1945 году трудоустроился в 8-й цех Тульского оружейного завода и в 18 лет имел 6-й разряд столяра, мастера-краснодеревщика. С 1950 по 1953 годы проходил службу в Советской Армии в составе Группы советских оккупационных войск в Германии.
После увольнения из армии в 1953 году вернулся в Тулу на завод. В 1959 году по приглашению И. М. Михалёва пришёл работать в Центральное конструкторское исследовательское бюро спортивно-охотничьего оружия (ЦКИБ СОО), которое ныне является филиалом АО «Конструкторское бюро приборостроения имени академика А. Г. Шипунова». Воспитал многих мастеров-отделочников.
Указом Президиума Верховного Совета СССР от 29 марта 1976 года был награждён орденом Трудовой Славы III степени.
Указом Президиума Верховного Совета СССР от 5 июля 1982 года был награждён орденом Трудовой Славы II степени.
Указом Президиума Верховного Совета СССР от 23 ноября 1990 года был награждён орденом Трудовой Славы I степени. Стал полным кавалером Ордена Трудовой Славы.
В дальнейшем вышел на заслуженный отдых.
Проживал в Туле. Умер 11 апреля 2002 года. Похоронен в Туле.

## Награды и звания
- Орден Трудовой Славы — I степени (23.11.1990);
- Орден Трудовой Славы — II степени (05.07.1982);
- Орден Трудовой Славы — III степени (29.03.1976);
- Медаль «За трудовую доблесть» (26.04.1971);
- Серебряная медаль ВДНХ.